# Adiante (Mocidade Revolucionaria Galega)
Adiante - Mocidade Comunista pola Independencia de Galiza va ser una organització juvenil gallega, d'ideologia independentista gallega i comunista. Segons la seva pàgina web, Adiante era «una organització juvenil, assembleària i autònoma, que abasta la diversitat de problemes de la joventut gallega des d'una perspectiva d'alliberament nacional i social, tenint com a horitzó estratègic la construcció d'una República Gallega independent, socialista i feminista.»

## Història
Adiante es comença a forjar en una trobada d'assemblees obertes que van tenir lloc en vespres del 25 de juliol de 2003, data en què se celebra anualment el Dia da Pàtria Galega (Dia de la Pàtria Gallega). Després d'una sèrie de temps confluint en diversos moviments (com la lluita contra la LOU, el Prestige, contra la guerra d'Iraq…), els joves que tenien el projecte d'Adiante al cap, van convocar pel 9 d'octubre de 2004 l'Assemblea Constituent, que va tenir lloc en Santiago de Compostel·la.
Des de llavors, Adiante va participar en multitud de causes socials: el feminisme (mobilitzant-se anualment el 8 de març i el 25 de novembre), la solidaritat amb altres pobles (Cuba, Palestina, Veneçuela, etc.) les reivindicacions estudiantils i, més recentment, participant en la candidatura a les eleccions al Parlament Europeu de 2009 (Espanya) d'Iniciativa Internacionalista - La Solidaritat entre els Pobles (II-SP) al costat del gruix d'organitzacions de l'esquerra nacionalista gallega.
El seu secretari d'organització va ser fins a 2011 Brais González Pérez i fins a 2013 Laura Sousa Sánchez. L'última secretària d'organització va ser Aldara Míguez.
L'11 de novembre de 2013, mitjançant un comunicat difós al seu web i en mitjans virtuals afins al nacionalisme gallec d'esquerres, anunciaven la seva dissolució. Després de dissoldre's alguns dels seus membres formaren la nova secció juvenil del Fronte Popular Galega, Xeira.